# Patto Atlantico

La situazione geopolitica della Guerra fredda: in blu il Patto Atlantico, in rosso il Patto di Varsavia.

L'espansione della NATO dal 1949 al 2024.

Il Trattato del Nord Atlantico, anche conosciuto come Patto Atlantico, è un trattato difensivo firmato da Stati Uniti, Canada e vari paesi dell'Europa occidentale nel 1949. Ha dato origine alla NATO, rappresentando nel corso della guerra fredda il cosiddetto blocco occidentale.

## Storia
Il Patto Atlantico venne firmato a Washington, negli Stati Uniti, il 4 aprile 1949. A esso aderirono anche paesi non geograficamente "atlantici" (ossia senza sbocchi sull'Oceano Atlantico) come l'Italia, la Grecia, la Turchia ed altri. La ratifica alla firma del trattato da parte degli Stati Uniti avvenne con una votazione al Senato il 21 luglio 1949.
La ratifica da parte dei parlamenti nazionali degli altri 11 paesi fu assai veloce anche se vi furono contestazioni in Italia e in Francia da parte dei rispettivi partiti comunisti locali. La Svezia, invitata a partecipare, rifiutò per preservare la sua storica neutralità. Già l'anno successivo la struttura militare, l'"Organizzazione del Trattato dell’Atlantico del Nord" (NATO), fu operativa.
Una settimana dopo la firma ufficiale della Germania Ovest (6 maggio 1955), l'Unione Sovietica ed altre nazioni a regime comunista costituirono a loro volta il Patto di Varsavia.
Il trattato è stato richiamato in occasione dell'attacco terroristico dell'11 settembre 2001 al World Trade Center e al Pentagono, in occasione della guerra al terrorismo.

## Contenuto
La nascita dell'accordo trova origine dal timore di un possibile attacco dell'Unione Sovietica a una delle nazioni dell'Europa occidentale, dall'impedire la rinascita di qualsiasi militarismo nazionalista attraverso una forte presenza americana e dall'incoraggiare l'integrazione della politica europea. 
Con la firma i membri si impegnavano a saldare i propri legami, a preservare la pace, a proteggere le proprie istituzioni e i propri valori liberali e democratici, a unire gli sforzi per la "difesa collettiva".
La chiave di lettura più importante del trattato risiede nell'articolo V in cui viene dichiarato che ogni attacco ad una nazione tra quelle appartenenti alla coalizione verrà considerato come un attacco alla coalizione stessa.
Articolo 5:
L'altra norma che fa scattare il casus foederis è l'articolo IV, che prevede che "le parti si consulteranno ogni volta che, nell'opinione di una di esse, l'integrità territoriale, l'indipendenza politica o la sicurezza di una delle parti fosse minacciata": fu richiesto sette volte, di cui quattro dalla Turchia (nel 2003 per la guerra in Iraq; nel giugno e nell'ottobre 2012, e poi di nuovo nel 2020, in seguito ad aggressioni siriane) e poi da Lettonia, Lituania e Polonia nel 2014 (dopo l'invasione russa della Crimea) ed a novembre 2021 (in seguito alla crisi dei migranti provocata dalla Bielorussia al confine polacco) ed infine dalla Polonia, da Estonia, Lettonia e Lituania a seguito dell'invasione russa dell'Ucraina del febbraio 2022.

## Paesi aderenti
Le 12 nazioni che lo siglarono e che saranno poi anche le prime fondatrici della NATO furono:
| - Stati Uniti - Regno Unito - Canada | - Francia - Italia - Portogallo | - Paesi Bassi - Belgio - Lussemburgo | - Danimarca - Islanda - Norvegia |

In seguito vi aderirono anche:
| - Grecia (1952) - Turchia (1952) - Germania Ovest (1955) | - Spagna (1982) - Polonia (1999) - Rep. Ceca (1999) | - Ungheria (1999) - Bulgaria (2004) - Estonia (2004) | - Lettonia (2004) - Lituania (2004) - Romania (2004) | - Slovacchia (2004) - Slovenia (2004) - Albania (2009) | - Croazia (2009) - Montenegro (2017) - Macedonia del Nord (2020) | - Finlandia (2023) - Svezia (2024) |